# Clitàgora
Clitàgora (Cleitagora, Κλειταγόρα), fou una poeta lírica esmentada per Aristòfanes. Se la considera lacedemònia, tessàlia i de Lesbos, així que no es pot determinar el seu origen amb claredat.